# Albert Shaw (periodista)
Albert Shaw (23 de julio de 1857 - 25 de junio de 1947) fue un periodista y académico estadounidense. Dirigió la trayectoria completa de la edición americana de la revista Review of Reviews entre 1890 y 1937. 

## Semblanza
Nacido en Shandon, Ohio, su padre era el médico Griffin M. Shaw. Albert Shaw se mudó a Iowa en la primavera de 1875, donde asistió al Iowa College (ahora Grinnell College) especializado en historia constitucional y ciencias económicas, y se graduó en 1879. Mientras estudiaba, también trabajó como periodista en el Grinnell Herald. En 1881 ingresó en la Universidad Johns Hopkins como estudiante graduado. 
En 1883, Shaw consiguió un puesto en el Minneapolis Tribune, pero regresó a la Universidad Johns Hopkins para completar un doctorado. Su tesis, "Icaria: un capítulo en la historia del comunismo", fue traducida y publicada más tarde en Alemania. Después de graduarse, volvió a trabajar en el Tribune. 
En 1888, Shaw realizó una gira sociológica por Gran Bretaña y el continente europeo. Allí conoció al periodista y reformador británico William Thomas Stead, editor de la revista británica Review of Reviews. 
En el otoño de 1890, Shaw fue elegido profesor de derecho internacional e instituciones políticas en la Universidad de Cornell, pero renunció al cargo en 1891 para aceptar la oferta de Stead de iniciar una edición estadounidense de la Review of Reviews. Shaw se convirtió en editor en jefe de esta publicación hasta que dejó de publicarse en 1937, diez años antes de su muerte a la edad de noventa años. 
Se casó con Elizabeth Leonard Bacon de Reading, Pensilvania, el 5 de septiembre de 1893. 
Fue elegido miembro de la American Antiquarian Society en octubre de 1893.

## Trabajos seleccionados
- Shaw (ed.), Albert (1891–1937). The American Monthly and Review of Reviews. Editor
- Shaw, Albert (1895). Municipal Government in Great Britain. New York: The Century Company. Consultado el 11 de julio de 2009.
- Shaw, Albert (1903). Municipal Government in Continental Europe. New York: The MacMillan Company. Consultado el 11 de julio de 2009.
- Shaw, Albert (1904). Business Career in its Public Relations. San Francisco: Paul Elder and Company. Consultado el 11 de julio de 2009.
- Shaw, Albert (1907). Political Problems of American Development: The Columbia University Lectures. New York: Columbia University Press. Consultado el 11 de julio de 2009.
- Shaw, Albert F. (1910). A Cartoon History of Roosevelt's Career. New York: The Review of Reviews Corporation. Consultado el 11 de julio de 2009.
- Shaw, Albert F. (1929). Abraham Lincoln: His Path to the Presidency. New York: The Review of Reviews Corporation.
- Shaw, Albert F. (1929). Abraham Lincoln: The Year of His Election, 3rd Ed.. New York: The Review of Reviews Corporation.